# ستانيسلاف راجدل
ستانيسلاف راجدل (مواليد 26 يونيو 1911) هو ملاكم تشيكوسلوفاكي، مثّل بلاده في الألعاب الأولمبية الصيفية 1936.

## روابط خارجية
ستانيسلاف راجدل على موقع أوليمبيديا (الإنجليزية)
- ستانيسلاف راجدل على موقع اللجنة الأولمبية التشيكية (التشيكية)